# Maor Buzaglo
Maor Bar Buzaglo (Hebreeuws: מאור בר בוזגלו) (Holon, 14 januari 1988) is een Israëlische voetballer. Hij staat sinds 2017 onder contract bij Maccabi Haifa.

## Clubcarrière

### Jeugd
Maor Buzaglo werd reeds op jonge leeftijd beschouwd als een talentrijke voetballer. Hij doorliep de jeugdopleidingen van de Israëlische topclubs Maccabi Tel Aviv, Hapoel Tel Aviv en Beitar Jeruzalem. In 2002 testte hij bij Juventus en nam hij deel aan een jeugdtoernooi, waar hij opgemerkt werd door scouts van Olympique Lyon. Buzaglo verhuisde voor een jaar naar Frankrijk en werd nadien door Maccabi Haifa teruggehaald naar zijn thuisland.

### Maccabi Haifa
Bij Maccabi Haifa kwam Buzaglo aanvankelijk niet vaak aan spelen toe. De club verhuurde hem in 2006 aan Hapoel Petach Tikwa, waar hij voor het eerst regelmatig speelde. Een seizoen later leende Maccabi Haifa de aanvallende middenvelder uit aan Hapoel Bnei Sachnin. Hij brak er volledig door en werd in 2008 uitgeroepen tot "Ontdekking van het Jaar".

### Maccabi Tel Aviv
In juli 2008 tekende hij een contract voor vier seizoenen bij Maccabi Tel Aviv. Buzaglo werd er een vaste waarde, maar scheurde in de laatste wedstrijd van het seizoen 2008/09 zijn kruisbanden. Hij was vervolgens 7 maanden inactief. Buzaglo knokte zich vervolgens opnieuw in het team, maar uitte in 2011 kritiek op de leiding van de club. Maccabi Tel Aviv besloot vervolgens om Buzaglo te laten vertrekken, hetgeen interesse van zijn ex-club Hapoel Tel Aviv opleverde.

### Standard Luik
Op 19 augustus 2011 tekende Buzaglo een contract voor twee seizoenen bij Standard Luik. In zijn eerste seizoen speelde hij 10 wedstrijden. In zijn tweede en tevens laatste seizoen kwam hij tot 21 wedstrijden en 1 doelpunt.

### Terugkeer naar Israël
Hierna keerde Buzaglo terug naar Israël, waar hij achtereenvolgend uitkwam voor Hapoel Beër Sjeva en Maccabi Haifa.

## Interlandcarrière
Maor Buzaglo was een Israëlisch jeugdinternational en debuteerde op 17 november 2007 in de nationale ploeg van Israël. Het ging om een EK-kwalificatiewedstrijd tegen Rusland.

## Statistieken
| Seizoen | Club                                                                                   | Competitie         | Wed. | Goals |
| ------- | -------------------------------------------------------------------------------------- | ------------------ | ---- | ----- |
| 2005/06 | Maccabi Haifa                                                                          | Ligat Ha'Al        | 2    | 0     |
| 2006/07 | → Hapoel Petach Tikwa (huur)                                                           | Ligat Ha'Al        | 21   | 5     |
| 2007/08 | → Hapoel Bnei Sachnin (huur)                                                           | Ligat Ha'Al        | 33   | 9     |
| 2008/09 | Maccabi Tel Aviv                                                                       | Ligat Ha'Al        | 33   | 9     |
| 2009/10 | Maccabi Tel Aviv                                                                       | Ligat Ha'Al        | 17   | 3     |
| 2010/11 | Maccabi Tel Aviv                                                                       | Ligat Ha'Al        | 34   | 4     |
| 2011/12 | Standard Luik                                                                          | Jupiler Pro League | 4    | 0     |
| 2012/13 | Standard Luik                                                                          | Jupiler Pro League | 19   | 1     |
| 2013/14 | Hapoel Beër Sjeva                                                                      | Ligat Ha'Al        | 35   | 10    |
| 2014/15 | Hapoel Beër Sjeva                                                                      | Ligat Ha'Al        | 35   | 13    |
| 2015/16 | Hapoel Beër Sjeva                                                                      | Ligat Ha'Al        | 25   | 6     |
| 2016/17 | Hapoel Beër Sjeva                                                                      | Ligat Ha'Al        | 27   | 7     |
| 2017/18 | Maccabi Haifa                                                                          | Ligat Ha'Al        | 5    | 0     |
| 2018/19 | Beitar Jeruzalem \|\| rowspan=1\|Ligat Ha'Al \|\| align=center\|5 \|\| align=center\|0 |                    |      |       |
| Totaal  | Totaal                                                                                 | Totaal             | 285  | 67    |